# Gniazdownik (osoba)
Gniazdownik – osoba pełnoletnia, jednakże odraczająca lub nie wyrażająca woli usamodzielnienia od rodziców. Gniazdownika określa się czasem mianem „półdorosłego”, czyli osoby, która jest już fizycznie i prawnie dorosła, ale wciąż pozostaje zależna od rodziców pod względem mentalnym lub finansowym. 
Według innej definicji gniazdownikiem jest osoba w wieku 25-34 lata mieszkająca z rodzicami, nieposiadająca współmałżonka i niebędąca sama rodzicem. Populacja gniazdowników nie obejmuje osób rozwiedzionych oraz wdowców. 
Pojęciem tym – w znaczeniu odnoszącym się do ludzi – po raz pierwszy posłużył się T. Szlendak. Pojęcie to ma charakter potoczny i zostało zaczerpnięte z nauk przyrodniczych.
Brakuje ustawowej definicji tego pojęcia. W naukach prawnych o gniazdownikach jako pierwsza wspomniała D. Wybrańczyk.
Podobnego rodzaju pojęcia funkcjonują w innych krajach, np. hotel mama - pojęcie ironicznie określające ciągłe wykorzystywanie rodziców przez dorosłe dzieci mieszkające z nimi. We Włoszech - bamboccioni. W Wielkiej Brytanii – boomerang kids (dzieci bumerangi), w Niemczech – Kidults (dorosłe dzieci), w Japonii – parasaito shinguru (pasożytujący singiel).
Z pojęciem gniazdownika wiąże się zjawisko "gniazdownictwa", czyli długotrwałego zamieszkiwania młodych dorosłych z rodzicami.